# Theo Claessens
Théofhiel (Theo) Claessens (Niel, 18 december 1948) is een Belgisch voormalig kajakker.

## Levensloop
Claessens vertegenwoordigde België tweemaal op de Olympische Spelen, met name in 1976 te Montreal en 1980 te Moskou. In 1976 bereikte hij er de halve finales van de K1 1000 meter en in 1980 werd hij uitgeschakeld in de herkansingen op de K1 1000 meter en in de halve finales op de K1 500 meter.
Hij was aangesloten bij de Koninklijke Nielse Rupelsneppen.